# Biznaga de Cerro Grande
Biznaga de Cerro Grande är en ort i Mexiko.   Den ligger i kommunen San Miguel de Allende och delstaten Guanajuato, i den centrala delen av landet, 240 km nordväst om huvudstaden Mexico City. Biznaga de Cerro Grande ligger 2 243 meter över havet och antalet invånare är 271.
Terrängen runt Biznaga de Cerro Grande är kuperad åt nordväst, men åt sydost är den platt. Biznaga de Cerro Grande ligger uppe på en höjd. Runt Biznaga de Cerro Grande är det ganska tätbefolkat, med 96 invånare per kvadratkilometer. Närmaste större samhälle är San Miguel de Allende, 13,4 km sydväst om Biznaga de Cerro Grande. Omgivningarna runt Biznaga de Cerro Grande är en mosaik av jordbruksmark och naturlig växtlighet.